# Kit Car Centre
Kit Car Centre Pty war ein südafrikanischer Automobilhersteller aus Boksburg, der von 1982 bis 2003 tätig war. Der Markenname lautete KCC.

## Modelle
Das erste Modell war der Salamander, eine Art VW-Buggy, von dem fast 2000 Fahrzeuge entstanden.
1982 erschien eine Nachbildung des Porsche 718 RSK auf dem Fahrgestell vom VW Käfer. Dieses Modell fand bis 1991 etwa 1200 Käufer.
Außerdem stand die Nachbildung des Porsche 356 als Speedster sowie der ähnliche 356 Speedster Sebring im Sortiment. Sie basierten ebenfalls auf dem VW Käfer, allerdings waren neben dessen luftgekühlten Vierzylinder-Boxermotoren auch andere Motoren vom VW Golf, von Toyota sowie Wankelmotoren von Mazda gebräuchlich.
Ab 1984 gab es eine Nachbildung des AC Cobra. Die Basis bildete ein Leiterrahmen. Die Radaufhängungen kamen vom Jaguar XJ 6 und V8-Motoren wahlweise von Chevrolet oder Ford. Von diesem Modell entstanden mehrere hundert Bausätze sowie Komplettfahrzeuge. Für 2003 ist der Modellname Venom R/T überliefert.
1986 ergänzte mit dem Lynx ein modern gestalteter Roadster das Sortiment. Viele Teile kamen vom Ford Cortina.
Im gleichen Jahr gab es auch eine Nachbildung des Ford GT 40 in den Ausführungen als Mark 1 und Mark 3. Radaufhängungen vom Ford Granada, V8-Motoren von Chevrolet oder Ford und ein Fünfganggetriebe von Audi fanden Verwendung.
1991 erschien der Mantis mit einem Rohrrahmen. Radaufhängungen und Motor kamen vom Ford Cortina.
Ein eigenständiges Design wies der Razzo auf, der 1995 präsentiert wurde. Dies war ein Sportwagen auf Basis des VW Golf I mit Frontantrieb. 2002 endete dessen Produktion.
1996 folgte der Veep, den es mit zwei verschiedenen Radständen gab.
1998 erschien der 550 Spyder als Nachbildung des Porsche 550.
Letztes Modell vor der Jahrtausendwende war der Freeranger. Er ähnelte dem Jeep CJ-7. Die Karosserie konnte auf Jeep-Fahrgestelle, andere zwei- oder vierradgetriebene Fahrgestelle oder ein eigenes Fahrgestell montiert werden.
Für 2003 sind die Modelle Venom R/T, 356 Speedster, 550 Spyder, Veep, Salamander und Freeranger überliefert.

## Absatz ab dem Jahr 2000
Das Unternehmen verkaufte 2000 und 2001 jeweils zwölf Fahrzeuge und 2002 nur noch sechs. Für 2003 sind 20 Komplettfahrzeuge und 40 Kits überliefert.